# Glött (Fluss)
Die Glött ist ein Fluss im bayerischen Regierungsbezirk Schwaben, der nach einem etwa 35 km langen, anfangs nördlichen, am Ende nordöstlichen Lauf im Gebiet und gegenüber dem namengebenden Hauptort der Gemeinde Blindheim im Landkreis Dillingen an der Donau von rechts in die Donau mündet.

## Name
Der Fluss wird 1431 (Glette) erstmals urkundlich erwähnt. Der ursprüngliche Name (*Glad-jo) leitet sich vom  althochdeutschen Wort glat für 'hell, leuchtend, klar, ungetrübt' ab.

## Geographie

### Verlauf
Die Glött, deren Name germanischen Ursprungs ist und so viel bedeutet wie "die Glatte", oder "die Glänzende", entspringt im Scheppacher Forst etwa 4 km ostnordöstlich des namengebenden Dorfes Scheppach der Marktgemeinde Jettingen-Scheppach im Landkreis Günzburg und etwa 0,7 km nördlich der Trasse der Bundesautobahn 8 auf etwa 507 m ü. NHN. Ganz zu Anfang fließt sie östlich und beginnt dann bald noch im Scheppacher Forst einen talschlingenreichen Nordlauf. Nachdem sie den Wald verlassen hat und das Gemeindegebiet gewechselt, fließt sie am namengebenden Gemeindesitz Landensberg am rechten Ufer vorbei, aus dem heraus ihr erster größerer Zufluss Weiherbach sie speist, gegenüber liegt das zugehörige Dorf Glöttweng. In schmaler Wiesenaue durch eine Waldenge ist sie zunächst Grenzfluss zu Haldenwang im Westen und wechselt dann aufs Gebiet der Gemeinde Winterbach über, wo sie nacheinander bei den beiden Dörfern Winterbach und Waldkirch Verstärkung von links durch Wallerbach und Flosserlohbach erfährt.
Danach auf dem Gebiet von Glött treten die Waldränder links und rechts auf den Hügelhöhen weiter zurück, am ersten Dorf Heudorf speist sie der Reichenbach von rechts. Die größte Ansiedlung Glött an ihrem Oberlauf liegt danach überwiegend rechts, an der etwas abwärts folgenden Breitwiesmühle zwischen dem Sebastiansberg (497 m ü. NHN) links und dem etwas niedrigeren Sporn Gänsberg rechts erreicht der Fluss auf nur noch etwa 433 m ü. NHN das nur noch flach abfallende Donauried. Etwas über 3 km weiter nördlich mündet aus dem Südwesten kommend in einem großen Kiesabbaugebiet mit vielen Seen der Aislinger Bach zu.
Dort knickt die Glött auf etwa 425 m ü. NHN auf nunmehr bis zuletzt recht beständigen Nordostkurs und läuft nun lange in spitzem Winkel näher zur Donau. Dabei durchquert sie erst auf einem kurzen Stück Gemeindegebiet von Holzheim und dann lange das der Kreisstadt Dillingen an der Donau. Auf diesem Abschnitt an Fristingen und Kicklingen am rechten Ufer vorbei entwässern einige teils lange Gräben große Teile des Donaurieds in die Glött, etwa der Dopfengaben von links und der Schwarzgraben von rechts. Auf dem folgenden fast siedlungsfreien Donauried-Anteil von Höchstädt an der Donau münden noch zwei Gräben von links, der Holzgraben und der Feldgüssegraben. Nach dessen Zulauf wechselt die Glött an der Gemeindegrenze zu Blindheim durch eine Lücke des den Strom nah begleitenden Hochwasserdamms auf seine Flussseite. Etwa einen Kilometer später mündet sie im schmalen Streifen des rechts dem Strom folgenden schmalen Streifens des Naturschutzgebietes Apfelwörth von rechts und auf etwa 410 m ü. NHN in die Donau.
Die Glött mündet etwa 97 Höhenmeter unter ihrer Quelle und nur etwa 15 Höhenmeter unter ihrem Laufknick am Zufluss des Aislinger Bachs. Sie hat damit auf ihre gesamte Länge von 35,0 km bezogen ein mittleres Sohlgefälle von etwa 2,8 ‰, auf dem 16,4 km langen Unterlauf ab dem letztgenannten Punkt nur mehr eines von 0,9 ‰.

### Einzugsgebiet
Naturräumlich hat das Einzugsgebiet der Glött am Oberlauf Anteil an den Iller-Lech-Schotterplatten, danach am Donauried, beides sind Teilräume der Donau-Iller-Lech-Platte.  Es umfasst 111,2 km² und hat die Gestalt eines am Oberlauf breiten und nördlich, am Unterlauf schmalen und nordöstlich laufenden Schlauches um den in jeweils gleicher Großrichtung ziehenden Fluss. Bald nach ihrem Eintritt in das Donauried, die sehr flache Stromebene rechts der Donau, knickt ihr Lauf nach Nordosten ab und nähert sich nun nurmehr langsam der Donau. Entsprechend konkurrieren nordwestlich von ihr noch einige mäßig lange Gräben zur Donau, während weiter abwärts links ihres Einzugsbereiches bis zur Donau nur Altschlingen des Flusses liegen.
An der Südostseite des unteren Einzugsgebietes entwässert der nahe dem Glöttlauf entstehende Glöttgraben mit seinen Nebengräben die außerhalb liegende Talebene weiter abwärts zur Donau. Das Einzugsgebiet am Oberlauf dagegen grenzt im Osten an das der Zusam, im Westen an das der Mindel, beide sind die Glött merklich übertreffende Donauzuflüsse.

### Zuflüsse und Seen
Liste der Zuflüsse und  Seen von der Quelle zur Mündung. Teilweise mit Gewässerlänge und Einzugsgebiet, Seefläche und Höhe. Andere Quellen für die Angaben sind vermerkt.
Quelle der Glött auf etwa 507 m ü. NHN im Scheppacher Forst etwa 4 km ostnordöstlich des für diesen namengebenden Dorfes Scheppach der Marktgemeinde Jettingen-Scheppach im Landkreis Günzburg und etwa 0,7 km nördlich der Trasse der Bundesautobahn 8. Ganz zu Anfang fließt sie östlich, dann lange in Talschlingen nördlich.
- Weiherbach, von links und Westen auf etwa 472 m ü. NHN vor Landensberg-Glöttweng
- Weiherbach (!), von rechts und Südosten auf etwa 470 m ü. NHN durch Landensberg und gegenüber Glöttweng, 3,7 km und 7,9 km².
Die Glött selbst hat an diesem Zufluss erst eine Länge von 3,3 km und ein Teileinzugsgebiet von 7,3 km².
- Weidenbach, von links und Westen auf etwa 466 m ü. NHN am Nordrand von Glöttweng, 2,0 km und 2,4 km².
- Wallerbach, von links und Westen auf etwa 453 m ü. NHN bei Winterbach, 4,6 km mit dem linken Haupt-Oberlauf Winterbächlein und 8,6 km².
- Flosserlohbach, von links und Westsüdwesten auf etwa 442 m ü. NHN bei Winterbach-Waldkirch, 2,9 km (mit etwas kürzerem rechten Namens- und Neben-Oberlauf) und 4,9 km².
- Weiherbach (!), von links und Westen auf etwa 441 m ü. NHN nach der Kläranlage unterhalb von Waldkirch, ca. 1,2 km[BA 3] und ca. 2,1 km².[BA 4]
- Reichenbach, von rechts und Ostsüdosten auf etwa 440 m ü. NHN bei Glött-Heudorf, 3,9 km und 7,2 km².
- Höllgraben, von links und Westen auf etwa 436 m ü. NHN zwischen der Feldbachmühle und Glött, ca. 1,0 km[BA 3] und ca. 0,5 km².[BA 4]
- Weihergraben (!), von links und Westen auf etwa 436 m ü. NHN gegenüber Glött, ca. 1,0 km[BA 3] und ca. 0,6 km².[BA 4]
- Aislinger Bach, von links und Südwesten auf etwa 425 m ü. NHN inmitten einer weiten Ansammlung von Restseen des Kiesabbaus um das Dreiländereck der Gemeinden Glött, Holzheim und Lauingen, 8,0 km mit dem Oberlauf Dorfbach durch Baumgarten und 17,8 km².
Ab diesem Zufluss läuft die Glött nordöstlich.
- Glöttkanal, von links auf etwa 419 m ü. NHN an der Fristinger Mühle, 0,9 km und 6,5 km².
Der zuvor aus der Glött nach links abgeleitete Nebenlauf entwässert über einen eigenen Zufluss ein sich weit nach Westsüdwesten erstreckendes Teileinzugsgebiet.
- Hegelbach, von links und Westen auf etwa 419 m ü. NHN kurz nach dem vorigen, ca. 1,0 km[BA 3] und ca. 0,5 km².[BA 4]
- Dopfengraben, von links und Westen auf 417 m ü. NHN[BA 5] nördlich von Fristingen, 4,8 km und 3,8 km².
- Schwarzgraben, von rechts und Westsüdwesten auf etwa 415 m ü. NHN am Nordwestrand von Kicklingen, 3,9 km mit dem Oberlauf Eichertgraben und 4,0 km².
- Holzgraben, von links und Südwesten auf etwa 413 m ü. NHN zwischen dem Eintritt ins Stadtgebiet von Höchstädt an der Donau und der Unterquerung der Staatsstraße St 2033 von dort nach Binswangen, 4,2 km und 3,6 km².
- Feldgüssegraben, von links und Westen auf 410 m ü. NHN[BA 5] kurz vor einer für die Glött gelassenen Lücke im rechten Hochwasserdamm der Donau südlich von Blindheim, ca. 2,5 km[BA 3] und rund 0,9 km².[BA 4]

Mündung der Glött von rechts und Südwesten auf 410 m ü. NHN in die Donau am Südrand des Naturschutzgebietes Apfelwörth auf dem rechtsdanubischen Gemeindegebiet von Blindheim im Landkreis Dillingen an der Donau. Die Glött ist 35,0 km lang und hat ein Einzugsgebiet von 111,2 km².

## Das Glötttal
Das Tal der oberen Glött bis zum Eintritt ins Donauried etwa an der Breitwiesmühle etwas abwärts von Glött entstand während der mittleren und jüngeren Eiszeiten durch Erosion. Sein nach Osten abfallender linker Hang ist meist erheblich flacher als der rechte.

### BayernAtlas („BA“)
Amtliche Online-Gewässerkarte mit passendem Ausschnitt und den hier benutzten Layern: Lauf und Einzugsgebiet der Glött

Allgemeiner Einstieg ohne Voreinstellungen und Layer: BayernAtlas der Bayerischen Staatsregierung (Hinweise)
1. 1 2 3 4 5  Höhe abgefragt auf dem BayernAtlas (Rechtsklick).
2. ↑  Seefläche abgemessen auf dem BayernAtlas.
3. 1 2 3 4 5  Länge abgemessen auf dem BayernAtlas.
4. 1 2 3 4 5  Einzugsgebiet abgemessen auf dem BayernAtlas.
5. 1 2  Höhe nach blauer Beschriftung auf dem BayernAtlas.

### Gewässerverzeichnis Bayern („GV“)
1. 1 2 3 4  Länge und Einzugsgebiet nach Verzeichnis der Bach- und Flussgebiete in Bayern – Flussgebiet Donau von Quelle bis Lech, Seite 57 des Bayerischen Landesamtes für Umwelt, Stand 2016 (PDF; 2,3 MB)
2. ↑  Länge nach Verzeichnis der Bach- und Flussgebiete in Bayern – Flussgebiet Donau von Quelle bis Lech, Seite 59 des Bayerischen Landesamtes für Umwelt, Stand 2016 (PDF; 2,3 MB)
3. ↑  Länge und Einzugsgebiet nach Verzeichnis der Bach- und Flussgebiete in Bayern – Flussgebiet Donau von Quelle bis Lech, Seite 57 des Bayerischen Landesamtes für Umwelt, Stand 2016 (PDF; 2,3 MB) und zwei Folgeseiten.

### Andere
1. ↑  Albrecht Greule: Deutsches Gewässernamenbuch. Walter de Gruyter, Berlin / Boston 2014, ISBN 978-3-11-057891-1, S. 181, „Glött“ (Auszug in der Google-Buchsuche).
2. ↑  Geschichte der Gemeinde Glött (Memento vom 4. Dezember 2022 im Internet Archive), Artikel auf www.gloett.eu, Stand vom 29. Juli 2015, abgerufen am 10. Februar 2021.
3. ↑  Ralph Jätzold: Geographische Landesaufnahme: Die naturräumlichen Einheiten auf Blatt 172 Nördlingen. Bundesanstalt für Landeskunde, Bad Godesberg 1962. → Online-Karte (PDF; 3,9 MB)
4. ↑  Hans Graul: Geographische Landesaufnahme: Die naturräumlichen Einheiten auf Blatt 180 Augsburg. Bundesanstalt für Landeskunde, Bad Godesberg 1962. → Online-Karte (PDF; 4,3 MB)